# Е-Здраве
Е-Здраве (еHealth ), също електронно здравеопазване, е относително нов термин за практика в здравеопазването, поддържана от електронни ресурси и комуникации. Разбирането на термина варира, във връзка с вида развитие на конкретната здравната система.
- Електронен здравен запис – всеки пациент има такъв в съответната здравна информационна система
- Компютъризиран списък на лекарите и здравните работници
- еПредписания – предписания на медикаменти, които стават чрез комуникация в Интернет
- Здравни бази данни и бази от знания, които са достъпни онлайн; управление на знанието (нещо, което солидно се използва в САЩ)
- Мрежи на здравноизследователските институции и институти (особено в чужбина чрез солидни и сигурни изчислителни бази, които ползват сигурни Интернет връзки, подсигурени от мрежа от първо ниво)